# ماکسیم کویلیتایا
ماکسیم کویلیتایا (گرجی: მაქსიმე ქვილითაია؛ زادهٔ ۱۷ سپتامبر ۱۹۸۵) بازیکن فوتبال اهل گرجستان است که در پست دروازه‌بان برای باشگاه فوتبال شاهین بوشهر در لیگ برتر خلیج فارس بازی می‌کرد.